# Формални науки
Формалните науки е клон на науката, изучаващ дисциплини от формалните езици, свързани с формалните системи, като логика, математика, статистика, теоретична информатика, изкуствен интелект, теория на информацията, теория на игрите, системна теория, теория на решенията и теоретична лингвистика. Докато природните и социалните науки се стремят да характеризират съответно физическите системи и социалните системи, използвайки емпирични методи, формалните науки са езикови инструменти, занимаващи се с характеризиране на абстрактни структури, описани от символни системи. Официалните науки подпомагат естествените науки, социалните науки и актюерската наука, като предоставят информация за структурите, използвани за описване на физическия и съвременния свят, и какви изводи могат да се направят за тях. Математиката, известна като наука за числата, е класифицирана като официална наука.

## Етимология
Съвременната употреба на термина формални науки в англоезичната литература се среща най-малко още през 1860 г. в посмъртна публикация на лекции по философия от сър Уилям Хамилтън, където логиката и математиката са посочени като формални науки. Връщайки се още през 1819 г., в учебник по логика на немски език, публикуван от Вилхелм Есер, в който се изяснява значението на определението формална наука (Formalwissenschaft), приложено към логиката.

## История
Формалните науки започват преди формулирането на научния метод, като най-древните математически текстове датират от 18 век пр.н.е. (вавилонска математика), 16 век пр.н.е. (египетска математика) и 10 век пр.н.е. (индийска математика). По-късно и други различни култури имат голям принос към математиката, има гръцка математика, арабска и персийска математика, своя собствена традиция развива японската и китайската математика.
Освен математиката, логиката е друг пример за един от най-старите предмети в областта на формалните науки. Като изричен анализ на методите на разсъждение, логиката получава продължително развитие първоначално в три направления: индийска логика (от 6 век пр.н.е.), китайска логика (през 5 век пр.н.е.) и гръцка логика (4 век пр.н.е. – 1 век пр.н.е.). Формално сложното третиране на съвременната логика произлиза от гръцката традиция, като се информира от предаването на аристотеловата логика, която след това е доразвита от ислямските логици. Индийската традиция също продължава в ранния модерен период. Родната китайска традиция не е оцеляла отвъд древността, въпреки че индийската логика по-късно е възприета в средновековен Китай.
Тъй като редица други дисциплини на формалната наука разчитат в голяма степен на математиката, те не са съществували, докато математиката не се е развила в относително напреднало ниво. Пиер дьо Ферма и Блез Паскал през 1654 г. и Кристиан Хюйгенс през 1657 г. започват най-ранното изследване на теорията на вероятностите. В началото на 1800-те години Карл Фридрих Гаус и Пиер-Симон Лаплас разработват математическата теория на статистиката, която също обяснява използването на статистика в застраховането и държавното счетоводство. Математическата статистика е призната за математическа дисциплина в началото на 20 век.
В средата на 20 век математиката е разширена и обогатена от възхода на нови математически науки и инженерни дисциплини като операционни изследвания и системно инженерство. Тези науки се възползват от фундаменталните изследвания в областта на електротехниката и след това от развитието на електрическите компютри, които също стимулираха теорията на информацията, числения анализ (научно изчисление) и теоретичната компютърна наука. Теоретичната компютърна наука също се възползва от дисциплината математическа логика, която включва теорията на изчисленията.

## Области
Областите на формалните науки включват компютърни науки, математика, статистика, информатика и наука за системите.